# Giovanni Battista della Marca
Giovanni Battista della Marca, chiamato anche Giambattista Lombardelli o il Montano (Montenovo, 1532 – Perugia, 23 luglio 1592), è stato un pittore italiano del tardo Rinascimento.

## Biografia
Lombardelli era nato a Montenovo (oggi Ostra Vetere) nelle Marche. Fu dapprima allievo di Marco da Faenza e, secondo il Baglione, visitò Roma durante il pontificato di Gregorio XIII (r. 1572-85), dipingendo secondo lo stile influenzato da Raffaellino da Reggio, che assistette in alcuni affreschi in Vaticano. Per la chiesa di San Pietro in Montorio dipinse una serie di quadri della Vita di San Francesco e per la chiesa di Santa Maria ai Monti, una Resurrezione. Dipinse anche alcuni affreschi nella chiesa di San Michele Arcangelo ai Corridori di Borgo, demolita nel 1939. Diverse sue opere sono presenti nelle chiese di Montenovo.
A  Perugia decorò la biblioteca dei palazzo dei priori.